# 学校法人愛知淑徳学園
学校法人愛知淑徳学園（がっこうほうじん あいちしゅくとくがくえん）は、中学校・高等学校・大学を持つ愛知県の学校法人。通称「淑徳」。東京都に本部を置く学校法人である淑徳学園（淑徳SC中等部・高等部を運営）や大乗淑徳学園（淑徳大学などを運営）とは別法人。

## 概要
1905（明治38年）4月15日に創設された愛知淑徳女学校を起源とし、1942年に財団法人淑徳学園設立認可、その後1951年3月に学校法人愛知淑徳学園に組織変更が認可され、現在に至る。

## 創立の経緯
創設者は初代校長・小林清作であるが、創設に関してはその義母の吉森梅子の力が大きかった。
吉森梅子は、万延元年（1860年） 京都の米穀商家に生まれ西陣織の刷毛問屋の吉森家に嫁いだ。
梅子の一人娘である八重は、京都日出新聞の主筆をつとめていた小林清作に嫁いだ。
仏教布教に熱心であった梅子は、日露戦争が終結する頃、
吉森商店の支店が名古屋白塀町（現西区花の木）にあった関係で知恩院の執事とともに来名し、白壁3丁目に住んで仏教布教に専心。その活動を通して、長者町の資産家三輪常七と縁ができた。
梅子は三輪家の娘が学校不足で進学できないことを知り、娘婿の小林清作を京都から呼び寄せ、三輪の資金援助を得て、短期間のうちに学校創設を実現。
1905（明治38年）4月15日、西新町（現、東区東桜1丁目）に、校主に三輪常七、校長に小林清作、幹事兼舎監に吉森梅子の陣容で愛知淑徳女学校を開校した。。

## 建学の精神
「10年先、20年先に役立つ人材の育成」

## 沿革
- 1905年（明治38年）
  - 4月15日 - 愛知淑徳女学校設立認可
  - 4月 - 愛知淑徳女学校開設。校長に小林清作、幹事に吉森梅子就任
- 1906年（明治39年）
  - 4月30日 - 校舎移転
  - 5月17日 - 私立愛知淑徳高等女学校設立認可（創立記念日）
- 1919年（大正8年） - 愛知淑徳高等女学校に校名変更
- 1928年（昭和3年） - 愛知淑徳高等女学校、池下に校舎移転
- 1935年（昭和10年）9月 - 創立者・学校長の小林清作死去
- 1937年（昭和12年）7月 - 学監の吉森梅子死去
- 1943年（昭和18年）12月11日 - 財団法人淑徳女子学園設立認可
- 1944年（昭和19年） - 財団法人淑徳女子学園設立
- 1947年（昭和22年）4月 - 理事長に小林慶一郎就任。新制の愛知淑徳中学校開設
- 1948年（昭和23年）4月 - 新制の愛知淑徳高等学校開設
- 1951年（昭和26年）
  - 3月8日 - 学校法人愛知淑徳学園に組織変更認可
  - 日付不詳 - 学校法人愛知淑徳学園に組織変更。理事長に小林慶一郎就任
- 1955年（昭和30年）10月 - 創立50周年記念式典挙行
- 1959年（昭和34年）
  - 3月 - 愛知淑徳中学校・愛知淑徳高等学校を千種区桜が丘（星が丘）に移転
  - 9月 - 小林慶一郎理事長死去
  - 11月 - 理事長に小林素三郎就任
- 1961年（昭和36年）4月 - 愛知淑徳短期大学開設
- 1962年（昭和37年）7月 - 飛騨小坂林間学舎購入（廃校した小学校を改装）
- 1965年（昭和40年）10月 - 学園創立60周年記念式典。この直後、四年制大学の設置を学園創立70周年記念事業として目指すことが決定される。[2]
- 1975年（昭和50年）4月 - 愛知淑徳大学を開設
- 1979年（昭和54年）6月 - 学園長に小林素三郎就任
- 1984年（昭和59年）3月 - 飛騨小坂林間学舎、出火により焼失
- 1985年（昭和60年）11月 - 創立80周年記念式典挙行（愛知県体育館）
- 1988年（昭和63年）4月 - 飛騨小坂林間学舎（淑友館）竣工
- 1989年（平成元年）4月 - 愛知淑徳大学大学院修士課程設置（大学院のみ男女共学化を開始）
- 1991年（平成3年）4月 - 愛知淑徳大学大学院博士課程設置。理事長に小林素文就任
- 1992年（平成4年）4月 - 愛知淑徳大学留学生別科設置
- 1995年（平成7年）
  - 4月 - 愛知淑徳大学、男女共学体制へ移行
  - 5月 - 創立90周年・大学20周年記念祝賀会挙行
- 2000年（平成12年）日付不詳 - 愛知淑徳短期大学、学生募集停止
- 2002年（平成14年）3月 - 愛知淑徳短期大学、廃止
- 2005年（平成17年）5月 - 学園創立100周年記念コンサート挙行、100周年記念テレビCMを放映[3]
- 2006年（平成18年）
  - 3月 - 愛知淑徳中学校・愛知淑徳高等学校の星ヶ丘キャンパス第一期工事（中学・高校校舎）竣工
  - 4月 - 愛知淑徳中学校・愛知淑徳高等学校が中高一貫教育体制へ移行
  - 5月30日 - 愛知淑徳大学クリニック開院
- 2007年（平成19年）
  - 3月 - 愛知淑徳中学校・愛知淑徳高等学校の星ヶ丘キャンパス第二期工事（グラウンド・中アリーナ・事務棟）竣工
  - 4月 - 愛知淑徳大学大学院専門職学位課程設置
- 2009年（平成21年）4月 - 愛知淑徳中学校・愛知淑徳高等学校　完全中高一貫化により、高校生徒募集停止
- 2010年（平成22年）5月10日 - 愛知淑徳職場内保育室（AS保育室）設置
- 2019年（令和元年）日付不詳 - 愛知淑徳大学留学生別科を長久手キャンパスから星が丘キャンパスへキャンパス移転
- 2025年（令和7年）6月24日 - 理事長に小林三太郎就任

## 学園創立110周年記念事業
学園創立110周年を記念して以下の事業が行われた。
- 2015年6月28日 - 学園創立110周年物故者追悼会執行
- 2015年8月23日 - 学園創立110周年記念祝典・コンサート（日本特殊陶業市民会館フォレストホール）、祝う会（ANAクラウンプラザホテルグランコート名古屋）、「愛知淑徳学園創立110周年記念誌」発行
  - コンサートは名古屋フィルハーモニー交響楽団、愛知淑徳中学校・高等学校・大学のオーケストラ有志が共演した。[5]
- 2015年4月17日 - 愛知淑徳大学グローバルコミュニケーション学部グローバルコミュニケーション学科の設置届出

## 設置校
- 愛知淑徳中学校・高等学校
- 愛知淑徳大学
- 愛知淑徳大学大学院
- 愛知淑徳短期大学（廃止）